# Росташевская волость (Балашовский уезд)
Росташевская волость — административно-территориальная единица в составе Балашовского уезда Саратовской губернии.

## Состав на 1913 год
Население составило 3 247 человек. Волость включала 7 населённых пунктов, в том числе 1 село, 4 деревени, 2 поселка.
- село Росташи — 663 человека
- деревня Ильмень — 763 человека
- деревня Грачевка — 767 человек
- деревня Николаевка — 198 человек
- деревня Осиновка — 528 человек
- поселок №1 — 140 человек
- поселок №2 — 184 человека

## Примечание
- Список населенных мест Саратовской губернии. Балашовский уезд.